# Karlova Ves
Karlova Ves är en ort i Tjeckien.   Den ligger i regionen Mellersta Böhmen, i den centrala delen av landet, 40 km väster om huvudstaden Prag. Karlova Ves ligger 403 meter över havet och antalet invånare är 116.
Terrängen runt Karlova Ves är kuperad åt nordväst, men åt sydost är den platt. Terrängen runt Karlova Ves sluttar norrut. Runt Karlova Ves är det ganska tätbefolkat, med 80 invånare per kvadratkilometer. Närmaste större samhälle är Beroun, 15,2 km öster om Karlova Ves. I omgivningarna runt Karlova Ves växer i huvudsak blandskog.